# 纵带鮠
纵带鮠（学名：Leiocassis argentivittatus）为鲿科鮠属的鱼类。在中国，分布于珠江水系等。该物种的模式产地在中国。